# みちのく抗争
みちのく抗争（みちのくこうそう）とは、1989年（平成元年）11月26日から始まった五代目山口組（組長は渡辺芳則）と極東佐藤会との暴力団抗争事件である。

## 概要
1989年（平成元年）、山形県山形市の病院前でトラック運転手が、五代目山口組羽根組（組長羽根悪美。本名恒美）組員の遺体を発見した。山形警察署は、川村組（組長は極東佐藤会会長川村正夫）の縄張りだったJR山形駅前の飲食街で羽根組組員が用心棒を強要して回っていたため川村組組員に刺殺された事を掴んだ。
11月27日、900人の山口組組員が空路や陸路などから山形市に入り、翌11月28日に殺された羽根組組員の葬儀が営まれ、900人の山口組組員が葬儀に参列した。11月29日夜、極東佐藤会川村組組事務所前で2人の山口組系組員が、川村組組員の前で空に向けて拳銃を威嚇発砲した。12月1日、秋田県警捜査員が、山口組系組員6人を職務質問し、隠し持っていた拳銃10丁を押収した。2丁はソ連製の9ミリマカロフ拳銃だった。12月2日、青森県青森市で佐藤会山新組事務所にトラックが突入し拳銃が発砲された。12月3日、東京都池袋で、極東関口小林睦会と極東関口田中睦会斉藤組のそれぞれの組事務所において、拳銃の弾痕が発見された。
その後、五代目山口組舎弟会津角定一家五代目総長木村茂夫と極東関口会最高顧問佐藤会総長佐藤儀一は会津若松市内に於いて、五分兄弟盃を交わし手打ちをした。